# Benedikty Béla
Benedikty Béla (Budapest, 1943. március 15.) dramaturg, szerkesztő, újságíró.

## Életpályája
Szülei: Tóth Ferenc és Németh Edit. 1960–1977 között a Magyar Rádió külső munkatársa volt. 1961–1962 között a Vígszínházban díszítő-zsínóros volt. 1962–1967 között az ELTE BTK magyar-művészettörténet szakos hallgatója volt. 1962–1968 között a Magyar Televízió operatőre volt. 1965–1972 között a Képes Ujság szerkesztője és zenekritikusa volt. 1972–1977 között a Szabad Föld szerkesztője, valamint a Táncművészet alapító főszerkesztője volt. 1977–1982 között a Rádiószínház szerkesztője volt. 1982-től a szórakoztató osztály szerkesztője, majd vezető szerkesztője volt; 1994-ben elbocsátották. 1994-ben a Nők Lapja főszerkesztő-helyettese, majd megbízott főszerkesztője volt. 1994 óta a Végre Vasárnap főszerkesztője. 1999 óta a Jó reggelt, Európa főszerkesztője.

## Magánélete
1981-ben házasságot kötött Fejes Zsuzsával. Két fia van: Benedikty Marcell (1980) szinkronszínész és Márk (1982).

## Műsorai
- Krónika

## Filmjei
- T.I.R. (1987)
- Almási, avagy a másik gyilkos (1987)

## Művei
- Az új Khárón (hangjátékok, 1979)
- Könyv, de nem olyan. Jó reggelt, Európa (2004)
- Gangok népe (2005)
- Menon Club. A Teleki-merénylet; Athenaeum, Bp., 2014
- Názáreti; Athenaeum, Bp., 2016

## Díjai
- Joseph Pulitzer-emlékdíj (2003)